# بول جورجيس نتيب
بول جورجيس نتيب دي ماديبا (بالفرنسية: Paul-Georges Ntep de Madiba)‏ لاعب كرة قدم فرنسي كاميروني في مركز الهجوم ولد في يوم 29 يوليو 1992 في مدينة دوالا في الكاميرون، يلعب حالياً مع نادي رين في فرنسا وسبق له اللعب مع نادي أوكسير ولعب مع منتخب فرنسا لكرة القدم ويبلغ طوله 180 سم.

## روابط خارجية
- بول جورجيس نتيب على موقع اتحاد تركيا (لاعب) (الإنجليزية)
- بول جورجيس نتيب على موقع رابطة كرة القدم الفرنسية للمحترفين (الإنجليزية)
- بول جورجيس نتيب على موقع قاعدة بيانات كرة القدم.إي يو (الإنجليزية)
- بول جورجيس نتيب على موقع ليكيب (الفرنسية)
- بول جورجيس نتيب على موقع ناشيونال فوتبول تيمز (الإنجليزية)
- بول جورجيس نتيب على موقع Soccerbase.com (لاعب) (الإنجليزية)
- بول جورجيس نتيب على موقع Soccerway.com (الإنجليزية)
- بول جورجيس نتيب على موقع عالم كرة القدم.نت (الإنجليزية)
- بول جورجيس نتيب على موقع AS.com (الإسبانية)